# نيوبطليموس (قائد)
نيوبطليموس (باليونانية: Νεoπτόλεμος ، لاتيني: Neoptolemus ، مات عام 321 ق م) كان ضابطا مقدونيا خدم عند الإسكندر الأكبر.
وفقاً لـ أريانوس فانه ينتمي إلى العرق من الآياكيدي، لذلك فإنه يحتمل أن يكون مرتبطا بأسرة ملوك إبيروس .
وقد ذEكر أن نيوبطليموس كان يخدم في الحرس الملكي المقدوني (εταιρoι، هيتايروي) فتميّز بينهم وخصوصاً في حصار غزة عام 332 ق م، وقد كان أول من تسلق الأسوار في ذلك اليوم.
لم يُكتب الكثير عنه خلال الحملات اللاحقة للإسكندر، ولكن يبدو أنه قد حصل على سمعة ممتازة كجندي كفؤ وقادر. وفي إتفاقية قسمة بابل التي تم تقسيم الأقاليم فيها بين القادة بعد وفاة الإسكندر الأكبر، حصل نيوبطليموس على سطرافية أرمينيا، 323 قبل الميلاد. إلا أن الشهرة التي لازمته هو عدم قدرته على السكون والإستقرار، وقد نظر إليه بيرديكاس بعين الريبة. وفي عام 321 ق م عندما خرج بيرديكاس قاصداً مصر البطلمية قام بوضعه تحت قيادة يومينيس، والذي ذُكر عنه أنه لزم الحذر الشديد فيما يتعلق بـ نيوبطليموس.
تمكن نيوبطليموس من الهرب مع مجموعة صغيرة من سلاح الفرسان، وانضم إلى كراتيروس، الذي أقنعه بالسير مباشرة طلباً لـ يومينيس الذي كان ما يزال يحتفل بانتصاره ولم يكن مستعداً للهجمة التي تقصده. لكنهم لم يؤخذوا على حين غرة، فالتقى العدوان في معركة ضارية. وخلال هذه المعركة، قاد نيوبطليموس الجناح الأيسر، الذي كان مواجهاً لجناح يومينيس نفسه، فكانت فرصة لكلا الزعيمين اللذين استهلكتهما عداوة شخصية مريرة، فسعى كل منهما نحو الآخر أثناء المعركة واشتبكا في نزال فردي، انتهى بعد صراع يائس بمقتل نيوبطليموس .